# 西田早希
西田 早希（にしだ さき）は、日本のアイドル女優。officeminamikaze所属。大阪府出身。

## 出演作品

### テレビドラマ
- 演歌の女王第1話
- 恋する日曜日尽くす女の恋
- 山村美紗十三回忌特別企画刈矢警部シリーズ6 燃えた花嫁-姫木加奈
- LIAR GAME Season 2- LGT事務局員
- ラストフレンズ

### PV
- CIMBA feat. Mr.Low-D,DJ LAW『REPLAY 〜next life time〜』（2009年）
- ILLMATIC HEADLOCK『Romantista』(Def Jam Records)（2008年）